# M1 Abrams
Pour les articles homonymes, voir M1 et Abrams.
Le M1 Abrams est un char de combat américain de deuxième génération, numéroté M1. Ce char a été nommé en mémoire du général Creighton Williams Abrams. Première version de la série de char Abrams, le M1 est retiré du service actif de l'US Army en 1996 tandis que les IPM1 déployés en Corée du Sud sont relégués à la garde nationale. À partir du mois d'août 1986, le M1 est progressivement remplacé par le M1A1.

## Historique

### Genèse

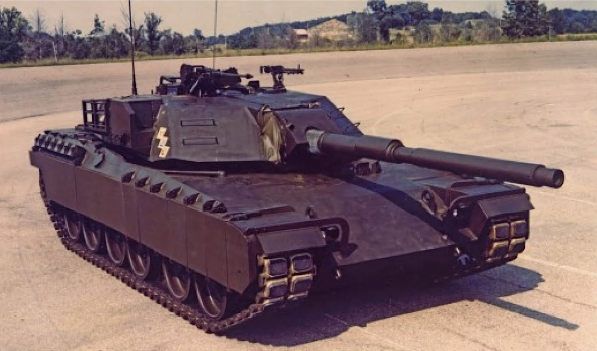
Le prototype du XM1 de chez General Motors.

En février 1972, une équipe de travail fut constituée, à Fort Knox, pour concevoir le nouveau char de combat MBT (en anglais : Main Battle Tank, char de combat principal). Les objectifs fixés pour ce nouveau char étaient, entre autres et par ordre d'importance, la sécurité de l'équipage, la possibilité de coup au but dès le premier tir, la rapidité pour acquérir et frapper l'objectif, la mobilité tout-terrain, l'intégration d'un armement secondaire, la sécurité du matériel, le potentiel de développements ultérieurs et la facilité de transport. L'armée des États-Unis demanda des prototypes à General Motors et à Chrysler. Cette compétition devait permettre d'obtenir les meilleures solutions pour des coûts moindres. Le nouveau char de combat fut initialement nommé XM815. En octobre 1973 eut lieu la guerre du Kippour au Proche-Orient. Il fut alors indispensable d'inclure dans le projet XM815 toutes les leçons tirées de ce conflit. Une des nouveautés majeures dans cette guerre fut le large usage fait de missiles antichars AT-3 et de lance-roquettes antichars RPG-7 d'origine soviétique. Cependant, l'enseignement le plus important tiré de cette guerre est que le char de combat restait l'arme dominante sur le champ de bataille. On relança le projet du nouveau char américain, rebaptisé XM-1.

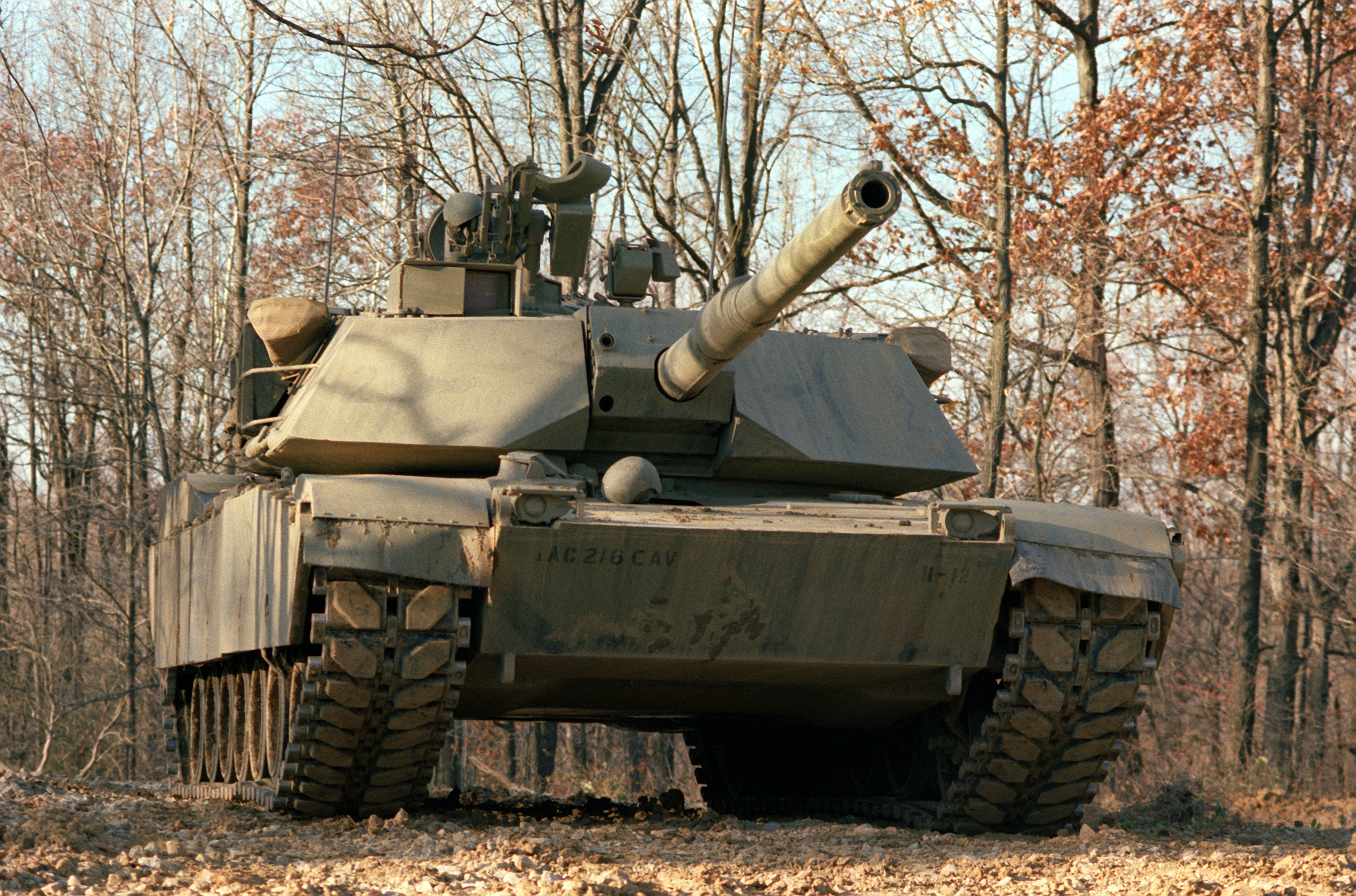
Un des douze XM1 FSED de préproduction, en essais à Fort Knox, le 12 janvier 1979.

General Motors et Chrysler continuèrent à travailler sur leur prototype, y incorporant le blindage Burlington. Les premiers exemplaires pour la phase de validation apparurent entre janvier et mai 1976. Finalement, le 12 novembre 1976, Chrysler fut déclaré titulaire pour le développement du projet. Les premiers prototypes (XM-1) roulèrent en février 1978 et la production en petite quantité du XM-1 débuta le 7 mai 1979.

### Production en grande série et entrée en service
Le premier char de série fut livré le 28 février 1980 à Lima (Ohio) Arsenal Tank Plant. En février 1981, sa production à grande échelle fut acceptée et on lui attribua l'appellation 105mm Gun Tank M1 Abrams (en français : char de combat M1 Abrams à canon de 105 mm) en honneur du chef de bataillon de la 4e division blindée durant la Seconde Guerre mondiale puis chef d'état-major de l'US Army en 1972, Creighton Abrams, un des fervents partisans du projet XM-1. En 1982, le Detroit Tank Arsenal entama également la production de ce char.
À partir de 1985, il commença ensuite à être remplacé par le M1A1 sur les chaînes de montage du Detroit Arsenal (Warren, Michigan) et du Lima Arsenal Tank Plant où il sortait à raison de 60 chars par mois et par usine au plus  fort de la production. Entre 1986 et 1990, 840 chars furent produits annuellement pour l'United States Army et, entre 1991 et 1992, il fut produit 691 exemplaires pour le Corps des Marines.

### Guerre du Golfe
Son baptême du feu ainsi que celui du M1A1 eût lieu en 1991 lors de la guerre du Golfe, où ils se sont très bien comporté face à une force mécanisée conventionnelle, en ne subissant que dix-huit incidents de combat signalés dans l'opération Tempête du désert, neuf d'entre eux sont des pertes permanentes (dues à des tirs amis). Les dégâts sur les neuf autres Abrams M1 sont principalement dus à des mines, et réparables au niveau de la maintenance organisationnelle,,.
Il est remplacé dans les unités d'active par les M1A1 Abrams puis le M1A2 Abrams.

## Caractéristiques techniques

### Armement

#### Principal
Le M1 ainsi que le IPM1 étaient armés d'un canon M68A1 de 105 mm. Le M68A1 se différencie visuellement du M68E1 armant le char M60A3 par son miroir de volée monté à son extrémité, il permet le simbleautage avec le viseur du tireur. Le tube du canon est recouvert d'un manchon anti-arcure en aluminium.
Conçu à la fin des années 1970, le M68A1 fut conçu avec une culasse renforcée dans l'optique de tirer, dans le futur, des munitions flèches utilisant des poudres très énergétiques comme l'obus-flèche M900A1 qui entrera en dotation en 1990.
Un total de 55 obus de 105 mm étaient embarqués à bord du char dont 44 en tourelle (22 prêts à l'emploi), dans deux soutes à munitions blindées. L'accès à ces soutes se fait au moyen de deux portes coulissantes blindées à ouverture commandée. En cas d'incendie, la déflagration est évacuée grâce à l'éjection de trois panneaux anti-explosion situés dans le toit, au-dessus des soutes.
La caisse abrite une troisième soute à munitions, d'une capacité de huit obus, située le long du compartiment moteur. Elle possède également une porte coulissante blindée et deux panneaux anti-explosion.
Enfin, trois obus sont placés sur le plancher rotatif de la tourelle, aux pieds du chargeur, dans des étuis pare-éclats.
La gamme de munitions de 105 mm employées par les M1 et IPM1 durant leur service dans les forces armées des États-Unis comportait :
- M774 APFSDS-T : entré en dotation en 1980, le M774 est le premier obus-flèche américain à intégrer un barreau en uranium appauvri d'une masse de (3,36 kg). Sa vitesse initiale est de 1 509 m/s.
- M833 APFSDS-T : entré en dotation en 1983, le M833 présente un barreau en uranium appauvri plus lourd (3,66 kg) et rallongé par rapport au M774. Sa nouvelle ceinture dérapante limite mieux l'effet de rotation transmis à la flèche en vol. Sa vitesse initiale est de 1 494 m/s.
- M900A1 APFSDS-T : représentant la quatrième génération d'obus-flèche américain de 105 mm, il possède un pénétrateur en uranium appauvri d'une masse de 3,83 kg à grand allongement (ratio de 30:1). Sa vitesse initiale est de 1 505 m/s.
- M456A2 HEAT-T : un obus à charge creuse capable de percer une plaque de blindage de 175 mm d'épaisseur sous une incidence de 60° à 1 000 m. La variante A2 possède une fusée avec un contact d'ogive optimisé.
- M416 WP-T : un obus fumigène au phosphore blanc.

#### Secondaire
L'armement secondaire est constitué de deux mitrailleuses M240 de 7,62 mm, la première est installée sur le toit de la tourelle et montée sur un rail circulaire qui entoure la trappe du chargeur. La deuxième est montée coaxialement à l'armement principal, à droite du canon. Un total de 11 400 cartouches de 7,62 mm sont embarquées à bord.
Une mitrailleuse lourde M2HB de 12,7 mm est montée sur le toureleau CWS (Commander's Weapon Station) du chef de char, elle est opérée sous blindage par le chef de char par l'intermédiaire d'un viseur périscopique monoculaire. Le toureleau CWS pivote sur 360° grâce à une motorisation électrique, l'élévation de la mitrailleuse se fait manuellement à l'aide d'un petit volant de pointage permettant un débattement en site de -10° à +65°. 1 400 cartouches de 12,7 mm sont emportées à bord.

### Conduite de tir et moyens d'observation
Pour la visée de jour, le tireur dispose du Gunner's Primary Sight (GPS, littéralement « Viseur Principal du Tireur »). Conçu par Hughes, ce viseur jour/nuit périscopique possède un grossissement en voie jour de ×3 en grand champ et un de ×10 en petit champ. La visée de nuit s'effectue du Thermal Imaging Sight (TIS) qui fonctionne sur base de l'imageur thermique AN/VSG-X, le TIS offre un grossissement ×3 et ×10 en fonction zoom. Le GPS inclut un télémètre fonctionnant avec un laser Nd-YAG fonctionnant sur une longueur d'onde 1,06 μm. Ce télémètre est relié à un ordinateur balistique. Ces deux viseurs sont montés côte à côte dans une niche blindée donnant sur le toit, à l'avant à droite de la tourelle. Si le viseur principal est endommagé, le tireur peut toujours compter sur un viseur télescopique d'urgence Kollmorgen possédant un grossissement de ×8. Ce viseur de secours possède plusieurs réticules interchangeables en fonction du type de munition.
La conduite de tir automatisée comprend un calculateur balistique numérique relié à un télémètre laser, à un capteur de dévers monté sur une rampe à pendule statique, à un miroir de volée placé au bout du canon et une sonde anémométrique, qui comprend aussi des capteurs mesurant la température et la pression atmosphériques. La stabilisation du canon est assurée sur les deux plans par un système hydroélectrique, la marge d'erreur est comprise entre 0,15 et 0,20 mil pour la stabilisation verticale, et de 0,3 à 0,4 mil sur le plan azimutal. Au début des années 1980, l'Abrams était capable, avec son canon de 105 mm, de porter un coup au but au premier tir, sur une cible distante de 1 850 m tout en se déplaçant à une vitesse de 40 km/h sur un terrain accidenté.

### Protection

#### M1
La caisse et la tourelle du Abrams sont réalisées par un assemblage de plaques de blindage mécano-soudées en alliage d'acier HY-120 ayant une dureté de 350 HB. Le masque du canon, la partie avant de la tourelle, ses flancs ainsi que l'avant de la caisse renferment des caissons abritant un blindage composite dénommé special armor.
Des pré-blindages latéraux protègent les flancs de la caisse sur une partie de sa longueur, ils sont au nombre de deux sur le côté gauche et de quatre sur le côté droit (afin de protéger la soute à munitions située entre le compartiment de combat et le compartiment moteur). Chaque élément fait 70 mm d'épaisseur et renferme une succession de couches métalliques séparées par un matériau composite de la firme Corning. Le reste du train de roulement est protégé par de fines jupes en acier (trois à droite et cinq à gauche), plus légères, ayant spécifiquement comme but de faire détoner prématurément les projectiles à charge creuse afin de limiter leur efficacité.
Le tout premier modèle du Abrams, le M1 intègre un blindage composite surnommé BRL-1 (Ballistic Research Laboratory ou BuRLington). Il est constitué d'une succession de plaques accélérées par choc (PAC) agencées à la manière de persiennes à claire-voie. Cet assemblage maintenu par des éléments cylindriques, est fixé à des poutrelles en I soudées sur la base de la tourelle. L'ensemble est recouvert d'une carapace en acier haute dureté formant l'extérieur de la tourelle et de l'avant de la caisse.
Les modules de blindage composite protégeant les flancs des deux soutes à munitions de la tourelle renferment également des plaques d'arrêt en fond de caisson afin de stopper les éléments des projectiles qui n'auraient pas été cisaillés par les plaques accélérées par le choc.
Le niveau de protection exigé lors du développement du char stipulait que l'avant du char M1 devait résister, dans un secteur frontal de 25° à droite et à gauche de l'axe du canon, à des obus-flèche de 115 mm à noyau en tungstène tirés à une distance 800 mètres ainsi que des missiles antichars à charge creuse d'un calibre de 127 mm. Le compartiment de combat devait être à l'épreuve des projectiles antichars à charge creuse de 81 mm frappant le char avec une incidence de 45° et de 90° pour la nuque de la tourelle. Les parties du char non-protégées par le blindage composite telles que l'arrière de la caisse, de la tourelle ou encore le toit résistaient aux obus perforants de 23 mm.
Afin de simuler ces menaces contre le blindage du prototype XM1, le Ballistic Research Laboratory conçut spécifiquement des charges creuses de 81 mm et 127 mm capables de percer, respectivement, 191 mm et 318 mm d'acier à blindage, sous une incidence de 60°.
Les performances de l'obus-flèche soviétique de 115 mm étant simulées par l'obus-flèche XM579E4 tiré par le canon XM150E6 de 152 mm du prototype de char XM803. Cette munition était capable de perforer, à la vitesse d'impact de 1 470 m/s, 161 mm d'acier à blindage sous une incidence de 60°.
Deux batteries M250 contenant six lance-pots fumigènes chacune sont montées de chaque côté de la tourelle.

#### IPM1
L'IPM1 (Improved Performance) et le M1A1 (introduits respectivement en octobre 1984 et août 1985) possèdent un blindage composite amélioré appelé BRL-2. Leurs tourelles sont rallongées sur l'avant de 23 cm afin de pouvoir contenir un blindage composite plus volumineux. Le masque du canon est également renforcé.

### Mobilité

#### Turbomoteur

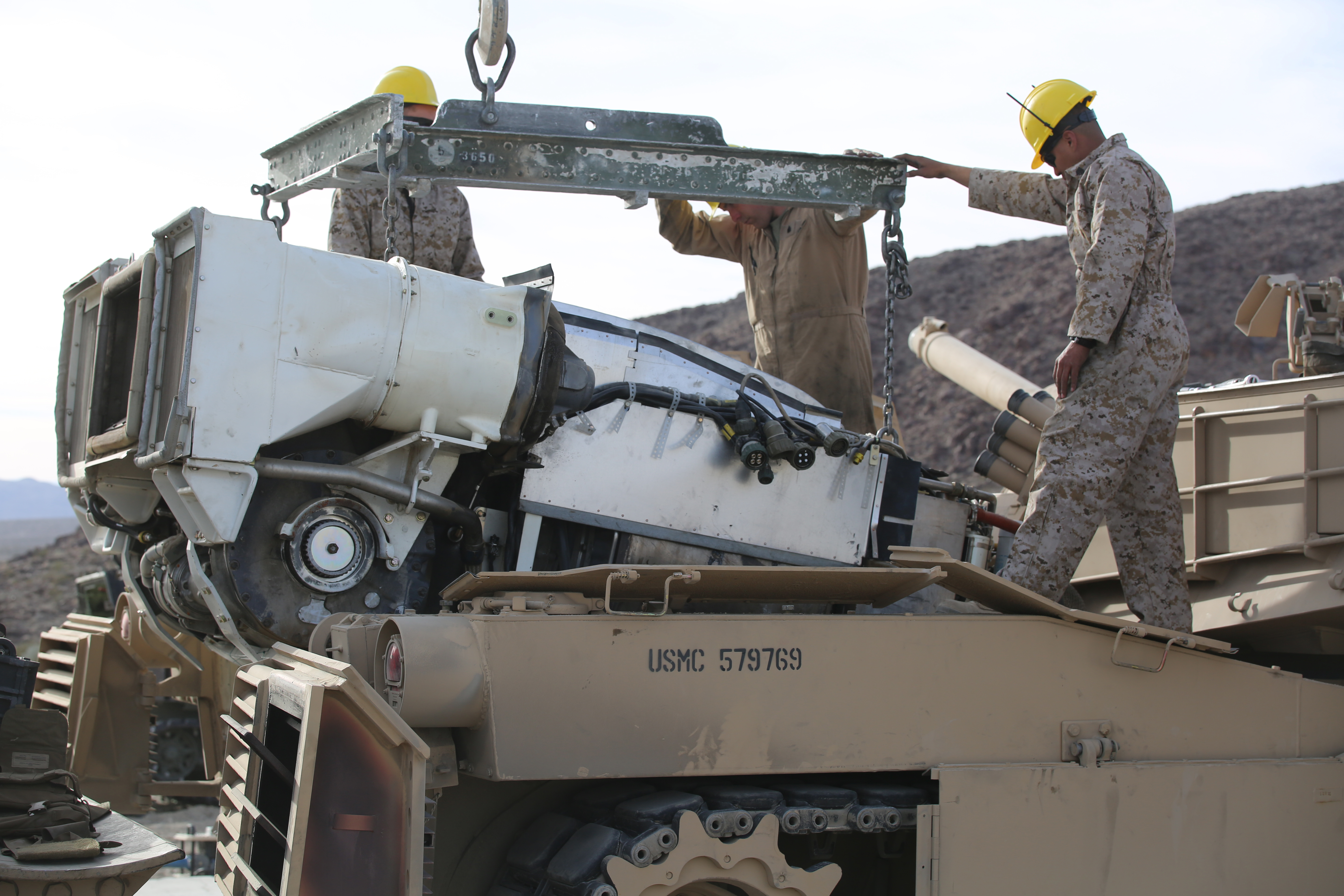
Dépose du groupe motopropulseur d'un M1A1 du Corps Marines, à Twentynine Palms en 2015.

Le char de combat Abrams est propulsé par un turbomoteur AVCO Lycoming AGT-1500 (Army Gas Turbine ou Advanced Gas Turbine) dont la puissance nominale est de 1 522 ch (1 120 kW) à un régime de 3 000 tr/min. Un couple maximal de 5 355 N m est disponible dès 1 000 tr/min. Le poids à sec du turbomoteur, sans le filtre à air, est de 1 134 kg, le poids total du groupe motopropulseur étant de 4 835 kg (boîte de mécanisme comprise).
La consommation spécifique de carburant est de 300 g/kWh à pleine puissance, réduite à 274 g/kWh depuis l'installation d'une nouvelle unité de contrôle du moteur numérique Lycoming EA-J7 DECU (Digital Electronic Control Unit) remplaçant l'ancienne ECU (Electronic Control Unit) à fonctionnement analogique. Un échangeur de chaleur cylindrique en alliage de nickel IN625 conçu par la firme Solar Turbines est accouplé à la turbine, il réduit la température des gaz d'échappement à 499 °C.
La fiabilité des filtres à air et de la turbine en environnement désertique fut testée  à Yuma, en Arizona, entre mars 1980 et septembre 1981 sur les cent dix chars M1 de pré-série.
Les retours d'expérience de l'opération Tempête du désert et de l'opération Iraqi Freedom démontrèrent que les chars Abrams déployés dans le désert irakien devaient s'arrêter tous les 20 km pour changer leurs filtres à air encrassé par le sable.

#### Transmission

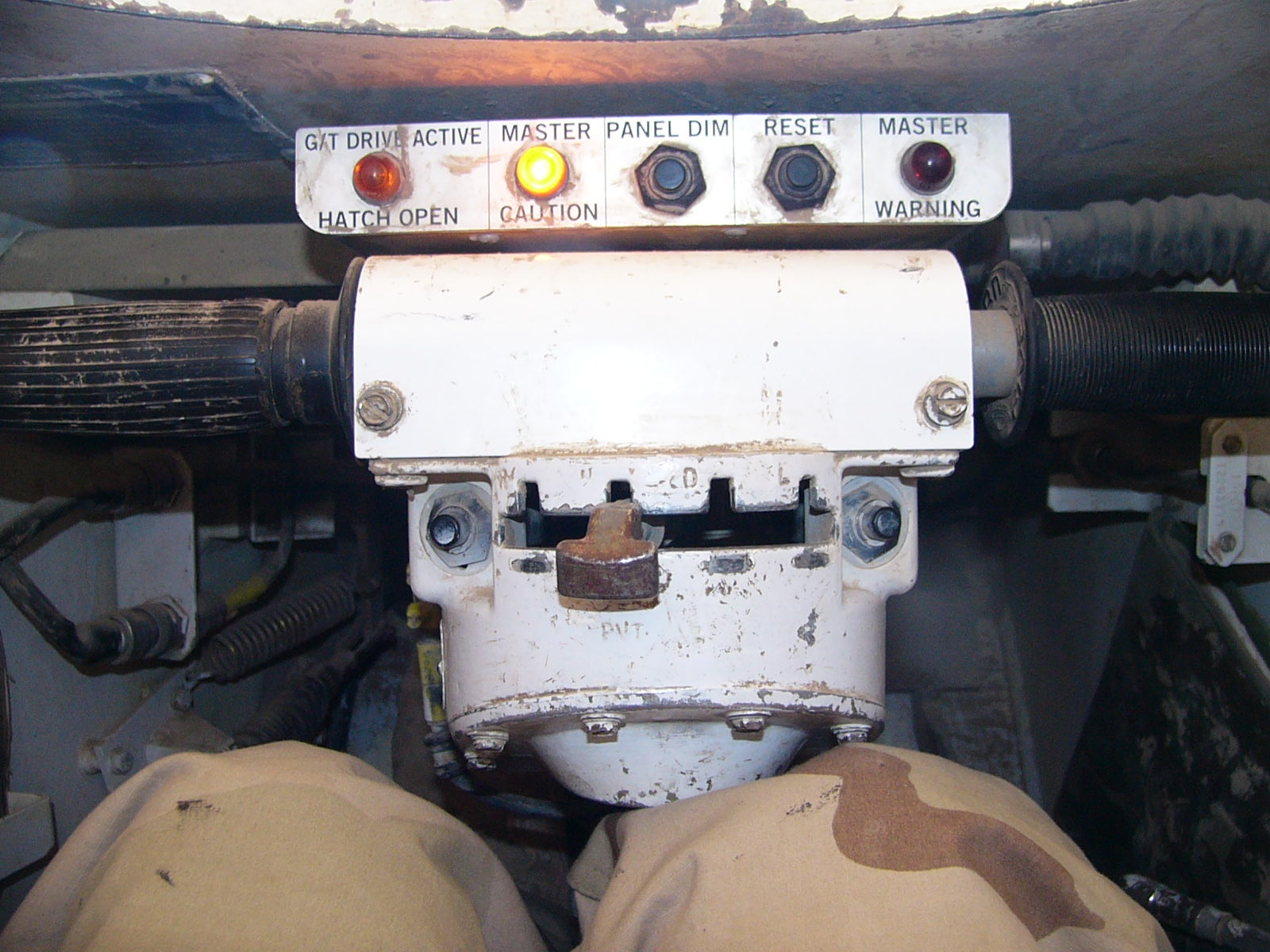
Gros plan sur le guidon du conducteur et du levier de changement de vitesse.

La boîte de mécanismes Allison X1100-3B est une version modifiée de la série de transmission X1100. Elle est spécialement conçue pour être utilisée avec la turbine à gaz AGT1500 montée sur le M1 Abrams. Outre le fait de reprendre la fonction de transmission d'une boîte de vitesses, la boîte de mécanismes assure aussi la direction, le freinage ainsi que l'alimentation des ventilateurs assurant le refroidissement. Les ventilateurs installés de part et d'autre de l'échappement de la turbine sont utilisés pour refroidir le lubrifiant de la turbine ainsi que celui de la boîte de mécanismes. En outre, il est possible de générer un écran de fumée à l'aide du ventilateur gauche, en vaporisant du carburant dans l'échangeur de chaleur servant à refroidir l'huile de la boîte de mécanismes. Le freinage est assuré par des freins à disque à bain d'huile actionnés hydrauliquement, qui sont aussi utilisés comme frein de stationnement.
La boîte de mécanismes X1100-3B est une transmission automatique, les positions du sélecteur sont repérées par les initiales des termes anglais correspondants :
- N(eutral), pour point mort : il n'est pas possible de déplacer le char en avant ou arrière. Par contre, il est capable de pivoter ;
- R(everse), pour marche arrière : deux rapports sont disponibles ;
- D(rive), pour marche avant normale : se faisant à l'aide de quatre rapports ;
- L(ow), pour basse vitesse : comme pour la position Drive, elle se fait à l'aide de quatre rapports, la vitesse de pointe est faible et le couple est plus important.

#### Suspension
Le train de roulement de type Vickers à sept galets, avec deux rouleaux porteurs par chenille pour supporter le brin supérieur. L'Abrams utilisait initialement les chenilles à connecteurs T156 dérivées des T97 du char M60 Patton. En raison de l'usure excessive des T156 qui affichaient une durée de vie comprise entre 1 100 km et 1 200 km, le TACOM lança en juillet 1987 un programme pour remplacer les chenilles T156.
La chenille T158 conçue par la FMC Corporation en collaboration avec Goodyear fut sélectionnée en juillet 1988, bien que chaque paire étant 1 360 kg plus lourde, la T158 a l'avantage d'avoir une durée de vie de 3 400 km et des semelles en caoutchouc remplaçables.
Les chenilles T156 et T158 ont une largeur de 635 mm (standard OTAN) et possèdent chacune 78 patins. Le M1A2 emploi comme chenille standard la T158.
La suspension comprend quatorze barres de torsion faites d'un acier spécial à haute résistance leur donnant une bonne élasticité. Elles permettent un débattement vertical de 381 mm en compression et de 101 mm en détente pour un total de 482 mm.
Les premiers, deuxièmes et septièmes galets de roulement comportent un amortisseur rotatif monté autour de la fixation du bras oscillant de suspension.

### Coût
Le prix unitaire d'un char M1A1 était évalué à 5,3 millions de dollars américains en mars 2006. En 2012, il a été estimé à 7,5 millions de dollars. Le reconditionnement de 42 chars pour l'armée de terre des États-Unis, cette année, fut effectué pour un coût de 6,07 millions de dollars l'unité. Début 2021, le Government Accountability Office a évalué le coût unitaire d'un M1A2 SEP v3 à 12,5 millions de dollars.

### Versions

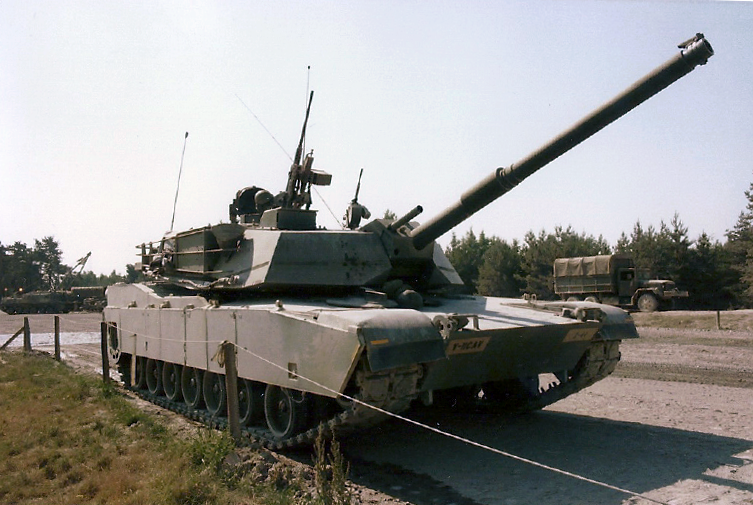
M1 avec un canon de 105 mm au camp d'entrainement de Grafenwöhr en 1986.

- M1 : premier modèle du char Abrams, avec canon de 105 mm et la tourelle « courte », 2 374 exemplaires produits de février 1980 à février 1985[13].
- IPM1 (Improved Performance) : 894 exemplaires ont été produits d'octobre 1984 à février 1986. La tourelle est allongée pour accueillir un blindage composite plus épais sur sa face avant. Les couronnes des barbotins sont renforcées, le ratio des réducteurs passe de 4.30:1 à 4.67:1, cela réduit la vitesse maximale sur route mais permet de conserver la capacité d'accélération originelle bien que le IPM1 soit 910 kg plus lourd que le M1. Afin de mieux répartir le poids du char, les barres de torsion sont ré-indexées dans le but de modifier l'angle des bras de suspension. Les amortisseurs sont renforcés pour supporter une pression de 3 500 PSI contre 3 000 PSI sur le M1[13].

#### Caractéristiques détaillées des différentes versions
|                                         | M1                                 | IPM1                               | M1A1                                      | M1A1 HA                                   | M1A1 HA+                                  | M1A2                                      | M1A2 SEP v1                                            | M1A2 SEP v2                               | M1A2 SEP v3                                                 | M1A2 SEP v4                                                                     |
| --------------------------------------- | ---------------------------------- | ---------------------------------- | ----------------------------------------- | ----------------------------------------- | ----------------------------------------- | ----------------------------------------- | ------------------------------------------------------ | ----------------------------------------- | ----------------------------------------------------------- | ------------------------------------------------------------------------------- |
| Année de production                     | février 1980 à février 1985        | octobre 1984 à février 1986        | août 1986                                 | 1988 à 1991                               | 1991 à 1994                               | 1992 à 1999                               | septembre 1999                                         | août 2008 à janvier 2017                  | octobre 2017                                                | pas encore produit                                                              |
| Exemplaires produits                    | 3 273                              | 894                                | 5 952                                     | 1 328                                     | 834                                       | 77 + 600 M1A1 transformés en M1A2         | + 300 anciens modèles transformés en M1A2 SEP[Quand ?] | n.c                                       | 435 anciens M1A1 transformés en M1A2 SEPv3 à partir de 2018 | n.c                                                                             |
| Entrée en service/retrait               | février 1981 / septembre 1996      |                                    | août 1985                                 | août 1988                                 |                                           | avril 1994                                | août 2000                                              | 2009 ou 2010                              | 2020                                                        | n.c                                                                             |
| Hauteur (mitrailleuse de toit comprise) | 2,37 m                             | 2,37 m                             | 2,04 m                                    | 2,04 m                                    | 2,04 m                                    | 2,04 m                                    | 2,04 m                                                 | n.c                                       | n.c                                                         | n.c                                                                             |
| Garde au sol                            | 480 mm                             | 480 mm                             | 480 mm                                    | 480 mm                                    | 480 mm                                    | 430 mm                                    | 430 mm                                                 | 430 mm                                    | 430 mm                                                      | 430 mm                                                                          |
| Chenilles                               | T156                               | T156                               | T158 à semelles amovibles.                | T158 à semelles amovibles.                | T158 à semelles amovibles.                | T158 à semelles amovibles.                | T158 à semelles amovibles.                             | T158 à semelles amovibles.                | T158 à semelles amovibles.                                  | T158 à semelles amovibles.                                                      |
| Masse en ordre de combat                | 54,5 t                             | 56,9 t                             | 57,2 t                                    | 59,1 t                                    | 61,3 t                                    | 62,1 t                                    | 63 t                                                   | 64,59 t                                   | 66,76 t                                                     | n.c                                                                             |
| Masse de la tourelle                    | 19 tonnes                          | n.c                                | 20,9 t                                    | 23 t                                      | n.c                                       | 24,4 tonnes                               | n.c                                                    | n.c                                       | n.c                                                         | n.c                                                                             |
| Vitesse sur route                       | 72 km/h                            | 66 km/h                            | 66 km/h                                   | 66 km/h                                   | 66 km/h                                   | 66 km/h                                   | 66 km/h                                                | n.c                                       | n.c                                                         |                                                                                 |
| Ratio poids/puissance                   | 27,5 ch/t                          | 26,3 ch/t                          | 26,2 ch/t                                 | 25,3 ch/t                                 | 24,4 ch/t                                 | 24,1 ch/t                                 | 23,8 ch/t                                              | 23,2 ch/t                                 | 22,4 ch/t                                                   | n.c                                                                             |
| Accélération de 0 km/h à 32 km/h        | 7 s                                | 7 s                                | 7,2 s                                     | n.c                                       | n.c                                       | n.c                                       | n.c                                                    | n.c                                       | n.c                                                         | n.c                                                                             |
| Autonomie                               | 498 km                             | n.c                                | 479 km                                    | 465 km                                    | n.c                                       | 426 km                                    | 391 km                                                 | n.c                                       | n.c                                                         | n.c                                                                             |
| Carburant                               | 1 909 litres                       | 1 909 litres                       | 1 909 litres                              | 1 909 litres                              | 1 909 litres                              | 1 909 litres                              | 1 681 litres                                           | 1 681 litres                              | 1 681 litres                                                | 1 681 litres                                                                    |
| Groupe auxiliaire de puissance          | non équipé                         | non équipé                         | non équipé                                | non équipé                                | non équipé                                | non équipé                                | UAAPU (micro turbine)                                  | 6 batteries Hawker                        | UAAPU (moteur monocylindre Hatz)                            | UAAPU (moteur monocylindre Hatz)                                                |
| Modèle de blindage composite            | BRL-1                              | BRL-2                              | BRL-2                                     | HAP                                       | HAP-2                                     | HAP-2                                     | HAP-3                                                  | HAP-3                                     | NGAP                                                        | NGAP                                                                            |
| Armement principal                      | canon rayé M68 de 105 mm           | canon rayé M68 de 105 mm           | canon à âme lisse M256 de 120 mm          | canon à âme lisse M256 de 120 mm          | canon à âme lisse M256 de 120 mm          | canon à âme lisse M256 de 120 mm          | canon à âme lisse M256 de 120 mm                       | canon à âme lisse M256 de 120 mm          | canon à âme lisse M256 de 120 mm                            | canon à âme lisse M256 de 120 mm                                                |
| Munitions                               | 55 obus                            | 55 obus                            | 40 obus                                   | 40 obus                                   | 40 obus                                   | 42 obus                                   | 42 obus                                                | 42 obus                                   | 42 obus                                                     | 42 obus                                                                         |
| Tourelleau                              | CWS                                | CWS                                | CWS                                       | CWS                                       | CWS                                       | ICWS                                      | ICWS                                                   | ICWS                                      | ICWS                                                        | ICWS                                                                            |
| Viseur du tireur                        | caméra thermique de 1re génération | caméra thermique de 1re génération | caméra thermique de 1re génération        | caméra thermique de 1re génération        | caméra thermique de 1re génération        | nouveau télémètre laser au CO2            | caméra thermique de 2e génération                      | caméra thermique de 2e génération         | caméra thermique de 2e génération                           | caméra thermique de 3e génération + voie jour vidéo et télémètre laser amélioré |
| Viseur panoramique du chef de char      | non équipé                         | non équipé                         | non équipé                                | non équipé                                | non équipé                                | caméra thermique de 1re génération        | caméra thermique de 2e génération                      | caméra thermique de 2e génération         | caméra thermique de 2e génération                           | caméra thermique de 3e génération + voie jour vidéo et télémètre laser          |
| Système de filtration NBC               | individuel, par masques            | individuel, par masques            | collectif, par surpression de l'habitacle | collectif, par surpression de l'habitacle | collectif, par surpression de l'habitacle | collectif, par surpression de l'habitacle | collectif, par surpression de l'habitacle              | collectif, par surpression de l'habitacle | collectif, par surpression de l'habitacle                   | collectif, par surpression de l'habitacle                                       |

## Variantes

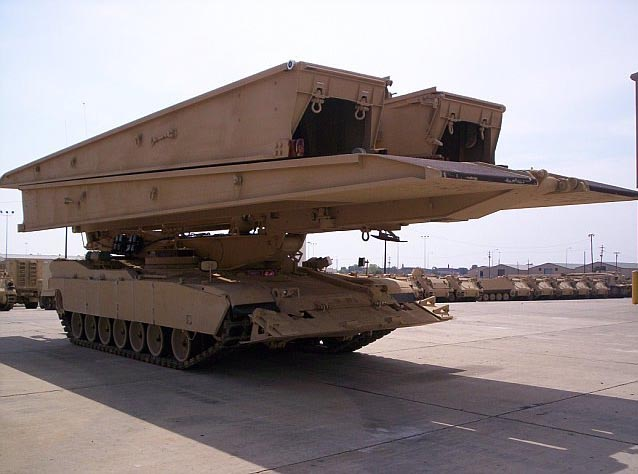
M104 Wolverine en position repliée. Sur le toit, les deux parties du pont.

- M1 Panther II : châssis de M1 radiocommandé à distance équipé d'un système de rouleau de déminage.
- M104 Wolverine (en) : pont d'assaut en service depuis 2003. 44 produits.
- M1150 ABV Assault Breacher Vehicle : engin de génie/char de déminage en service depuis 2009 dans l'USMC (20 exemplaires)[23] et depuis 2012 dans l'US Army, qui équipera ses neuf brigades blindées de six de ces engins chacune, d'ici 2014[24].
- M1074 Joint Assault Bridge (en) : pont d'assaut en production depuis 2016 remplaçant le M104 trop cher. L'US Army prévoit 337 unités[25].

Le M1 a pu être visuellement modifié (VISMOD) pour ressembler à un char T-80. Il s'agit alors de la version Krasnovian Variant Tank [KVT] utilisée pour les forces d'opposition (OPFOR).

## Prototypes
- XM1 : 9 prototypes construits en 1978
- M1 TTB (Tank Test Bed) : prototype du milieu des années 1980 pour tester certains concepts pouvant être repris sur le futur char Block III (M1A3). Utilisant une tourelle inhabitée, le chef de char et le tireur prennent place dans la caisse, aux côtés du conducteur et disposent de caméras vidéo pouvant pivoter pour observer aux abords du char. La tourelle inhabitée est armée du canon M256 de 120 mm du M1A1 et dispose d'un carrousel automatisé Western Design contenant quarante-quatre obus. Le TTB ne pèse que 40,8 t.
- CATTB (Component Advanced Technology TestBed) : un prototype baptisé Thumper fabriqué à la fin des années 1980 pour tester, au début des années 1990 les composants du char Block III (M1A3). Le CATTB se distinguait des Abrams de série par sa nouvelle tourelle biplace équipée d'un blindage composite modulaire, un système de chargement automatique XM91 et un canon XM291 ATAC de 120 mm/140 mm. Le châssis intégrait des jupes latérales en caoutchouc masquant le train de roulement supporté par une suspension oléopneumatique. La turbine AGT-1500 a été remplacée par un groupe motopropulseur utilisant le moteur Diesel adiabatique Cummins XAP-1000 monté transversalement[26].
- M1 ARV (Armored Recovery Vehicle) : char de dépannage basé sur le châssis du M1, visant à remplacer les M88, il perd la compétition face au M88A2 Hercules.
- M1 Grizzly ABV : engin de génie ayant servi de prototype au M1150 ABV.
- M1 AGDS (Air Ground Defence System) : concept de version antiaérienne monté sur le châssis de l'Abrams, proposé en juillet 1993 sans succès. Nouvelle tourelle équipée de deux canons Bushmaster III (en) de 35 mm pilotés par radar, ainsi que du système ADATS[27].

## Utilisateur
- États-Unis : La livraison des M1 Abrams pris fin en juin 1986 avec 32 bataillons blindés convertis (dont 3 bataillons de la Army National Guard)[28]. En 2009, l'US Army possédait encore 2 385 exemplaires du M1 en réserve.

## Galerie photo

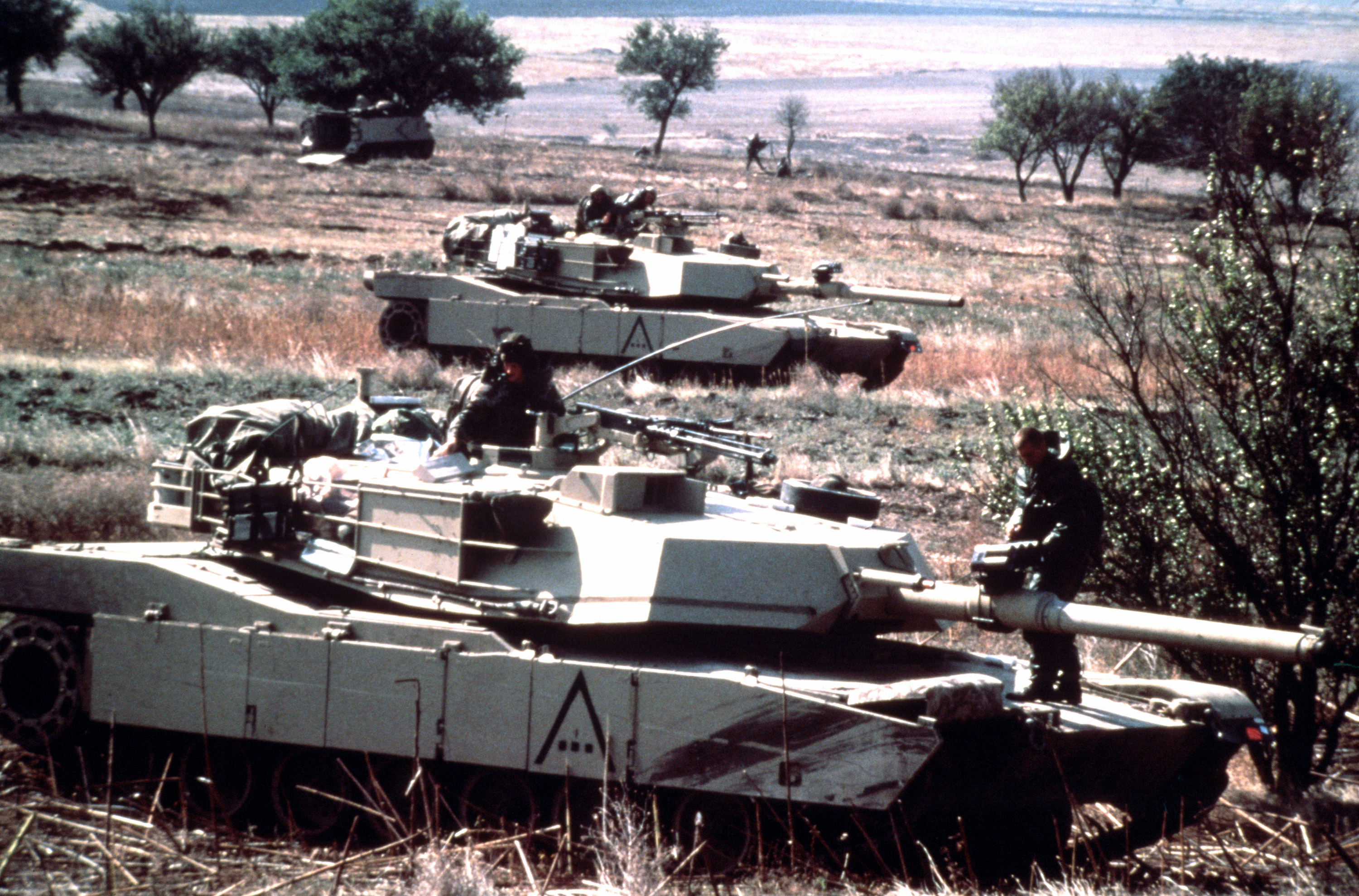
Des M1 Abrams de la 24e division d’infanterie mécanisée en manœuvre lors de l'exercice OTAN Display Determination, en 1987.
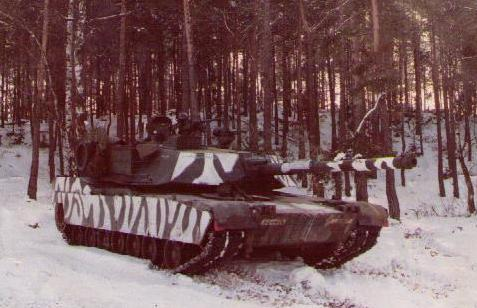
Un M1 de la 3e division d'infanterie camouflé dans un bois, lors d'un exercice à Hohenfels, en 1982.
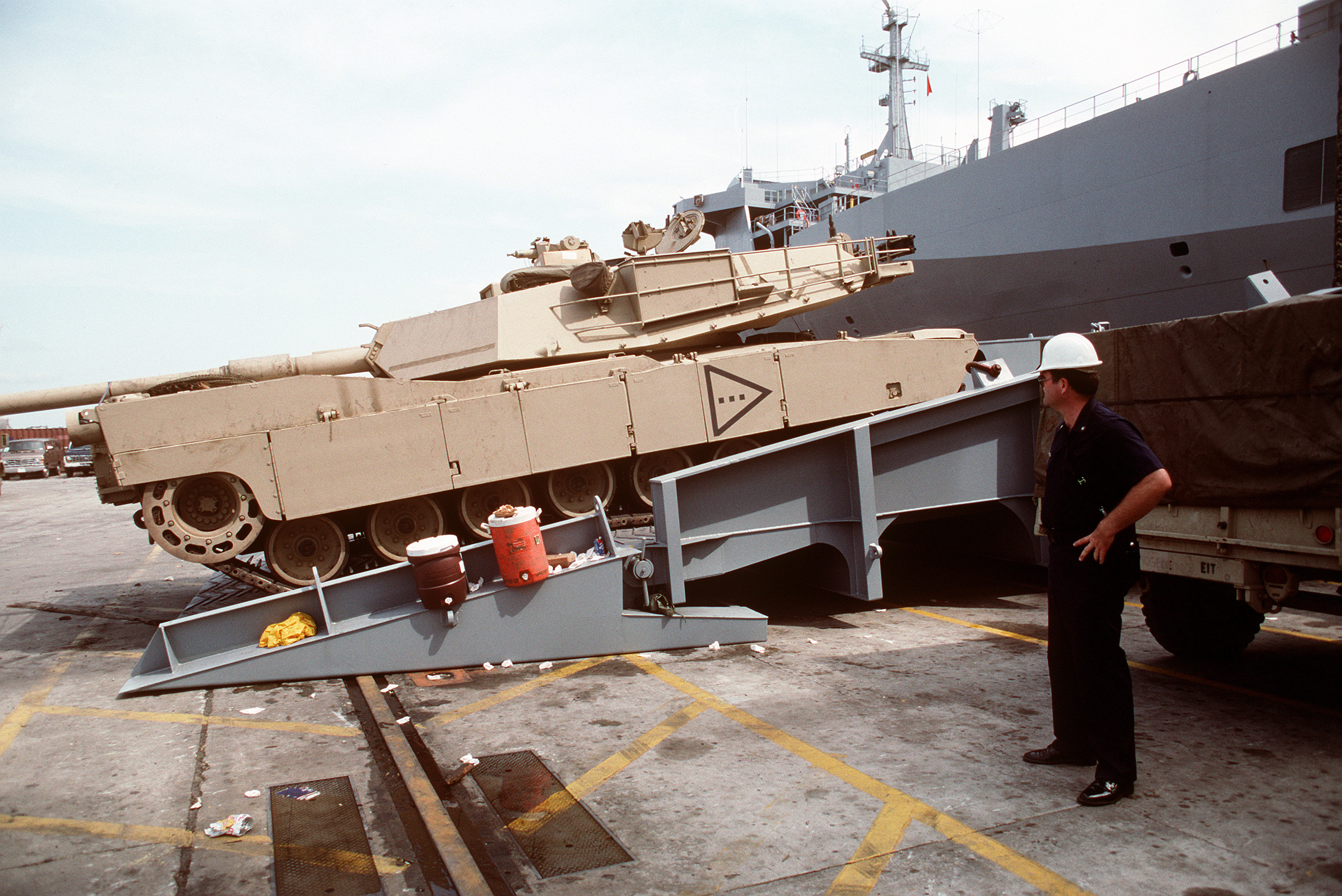
Un M1 de la 24e division d'infanterie mécanisée débarquant en Arabie Saoudite dans le cadre de l'opération Bouclier du désert, en 1990.

## Culture populaire
Dans le jeu d'action-infiltration Metal Gear Solid, lors de sa première rencontre avec Vulcan Raven, Solid Snake l'affronte alors que Raven est aux commandes d'un M1 Abrams.
Dans le jeu vidéo de stratégie Empire Earth, il est possible de construire des chars M1 durant l'ère atomique – Moderne. Ces chars sont efficaces contre les infanteries et sont l'amélioration du char Sherman.
Le véhicule est présent dans de nombreux jeux vidéo de guerre. Ainsi, on peut piloter un M1A2 Abrams dans les jeux Battlefield 2, Battlefield: Bad Company 2, Battlefield 3, Battlefield 4 ainsi que dans le mod Desert Combat pour Battlefield 1942. Operation Flashpoint, World in Conflict et ArmA offrent aussi cette possibilité. Il apparaît également dans les jeux vidéo Call of Duty 4: Modern Warfare, Armored Fist 1/2/3, Modern Warfare 2 et Modern Warfare 3 dans lequel on peut prendre le poste de mitrailleur. La version M104 Wolverine fait également une apparition dans Modern Warfare 2.
Shattered Union permet aux joueurs choisissant la faction américaine d'utiliser un M1. Dans les jeux de la série Armored Fist (en), qui lui est entièrement consacrée, le joueur pouvait prendre les commandes de chaque char, à choisir parmi les 16 d'un bataillon. Il y était opposé à son équivalent russe, le T-90. Dans les jeux Wargame: European Escalation, Wargame: Airland Battle et Wargame: Red Dragon, on peut utiliser la variante M1, M1 IP et M1A1 de l'Abrams dans l'armée de l'OTAN et des États-Unis.
Dans War Thunder, onze variantes du Abrams se succèdent: le XM1(GM) , XM1(Chrysler) M1 Abrams, IPM1, M1A1, M1A1 AIM, M1A1 HC, M1A2, M1A2 SEP, M1A2 SEP V2 et M1KVT.
Dans World of Tanks(console uniquement), le M1 abrams est jouable sous les versions M1, M1A1 et M1A2.
Le M1 et le M1A1 sont visibles dans Godzilla où un Abrams tire sur le monstre éponyme depuis le Golden Gate lorsque ce dernier est attaqué par l'US Navy.
Un M1 est visible dans Cloverfield.
Des M1 attaquent les tripodes avec des Humvee, des M2 Bradley et des AH-64 Apache dans La Guerre des mondes.
Les M1A2 attaquent le robot extraterrestre s'échappant du Mount Weather Emergency Operations Center et sont rapidement détruits dans Le Jour où la Terre s'arrêta.